# Denzlingen
Denzlingen – gmina w Niemczech, w kraju związkowym Badenia-Wirtembergia, w rejencji Fryburg, w regionie Südlicher Oberrhein, w powiecie Emmendingen, siedziba związku gmin Denzlingen-Vörstetten-Reute. Leży nad rzeką Glotter, pomiędzy Emmendingen a Fryburgiem Bryzgowijskim, przy drogach krajowych B3 i B294.
W miejscowości znajduje się stacja kolejowa Denzlingen.

## Bibliografia

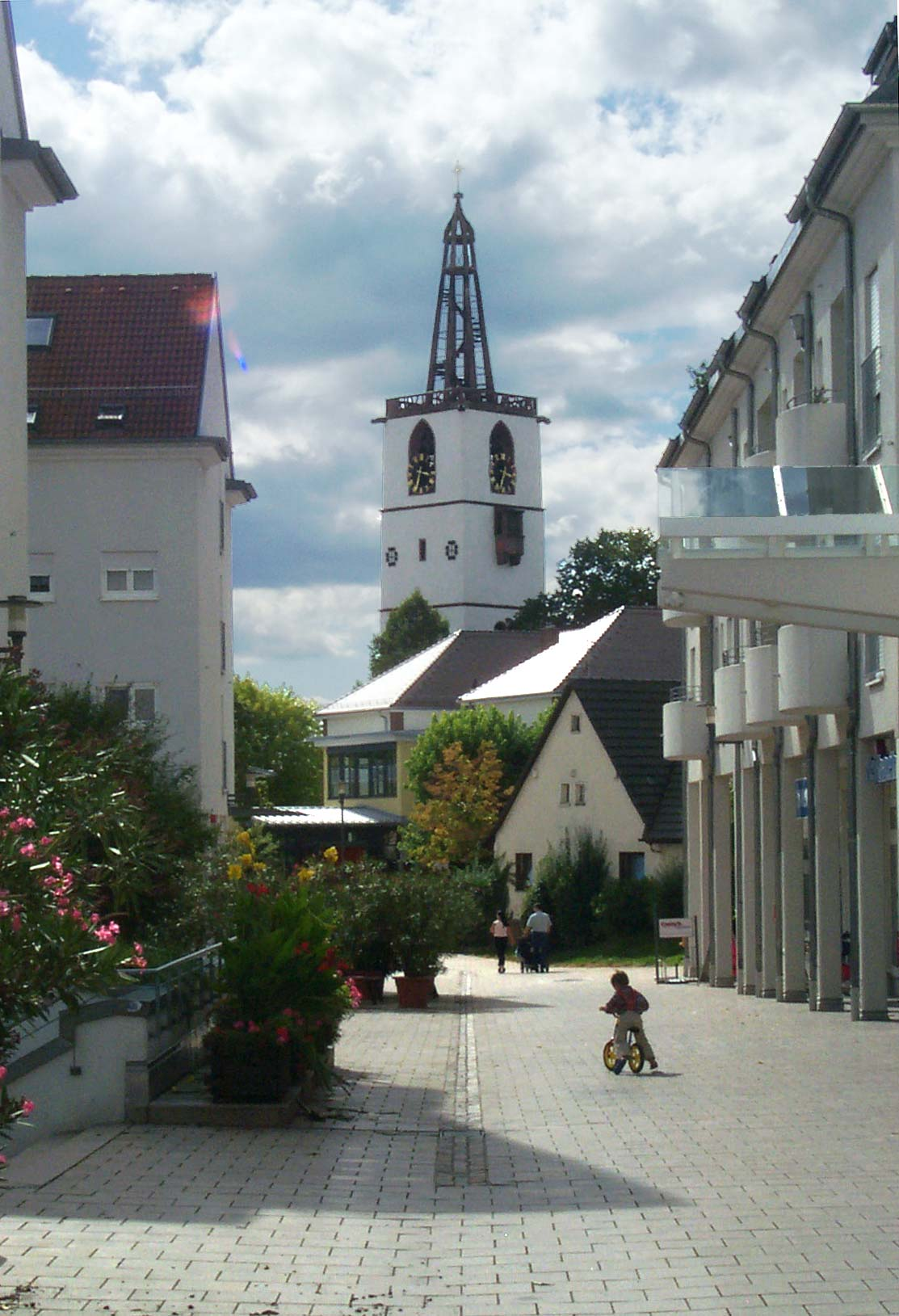
Widok na kościół św. Jerzego (St. Georg)

## Współpraca
Miejscowości partnerskie:
- Città della Pieve, Włochy
- Konstancin-Jeziorna, Polska
- North Hykeham, Anglia
- Saint-Cyr-sur-Mer, Francja